# 宮城県道2号石巻鮎川線
宮城県道2号石巻鮎川線（みやぎけんどう2ごう いしのまきあゆかわせん）は、宮城県石巻市内を通る県道（主要地方道）である。

## 概要
石巻市中心部を起点に旧牡鹿町の中心・鮎川地区を結ぶ道路で、牡鹿半島の西側を南北につなぐ。起点から渡波町（国道398号、宮城県道193号渡波停車場線交点）までは国道398号と重複しており、実質的には渡波と鮎川を結ぶ路線となっている。沿線住民の生活道路と、仙台方面から牡鹿半島、金華山方面への観光道路になっている。
三陸海岸を仙台湾（石巻湾）に沿って通っており、北上山地最南部の山道と太平洋に面した海浜とを行き来しながら進み、終点では宮城県道220号牡鹿半島公園線に連続する。
2011年に発生した東日本大震災からの復興住宅地として起点の渡波町と終点の鮎川浜の中間の給分浜から小渕浜にかけて大規模団地が造成されている。
金華山へは、終点から海へ向かう道を進むと船着場がある。伊達政宗が建造したとされるサン・ファン・バウティスタ号復元船が係留されてある宮城県慶長使節船ミュージアム（サン・ファン館）へは、この県道がアクセス道路となっている。
全線にわたって概ね藩政時代の金華山道を継承する。
現在は桃浦漁港周辺で風越Ⅲ期工区としてトンネル掘削を含む道路改良事業が進められている。

### 路線データ
- 実延長：28.6059 km[5]
- 起点：石巻市山下町
- 終点：石巻市鮎川浜

## 歴史
- 1954年（昭和29年）
  - 1月20日 - 建設省（現・国土交通省）が主要地方道に指定。
  - 12月27日 - 宮城県告示第934号により、主要地方道10号「石巻鮎川線」として、石巻市山下（二級国道石巻酒田線（現在の国道108号）起点）～渡波町～鮎川町鮎川浜字南までの路線として認定。
- 1988年（昭和63年）3月 - 新小積トンネルを含む小積浜～小網倉浜間の道路改良工事が完成し、供用される。[6]
- 1992年（平成4年）4月25日 - 万石浦の湾口に架かる万石橋がアーチ橋として架け替えられ供用開始。[7]
- 1993年（平成5年）
  - 5月11日 - 建設省から、県道石巻鮎川線が石巻鮎川線として主要地方道に再指定される[8]。
  - 10月19日 - 県道番号が決定[9]され、従前の主要地方道7号[10]から、県道2号に変更される。（12月1日より施行）
- 1999年（平成11年）3月 - 風越トンネルを含む渡波～桃浦間の道路改良工事が完成し、供用される。[11]
- 2005年（平成17年）3月 - 渡波～桃浦間の祝田地区において道路改良工事が完成し、供用される。[12]
- 2011年（平成23年）3月11日 - 東日本大震災発生。本路線及び沿線の漁業集落はいずれも壊滅的な被害を受ける。
- 2019年（平成31年・令和元年）
  - 3月29日 - 市町村合併による指定要件見直しに伴い、従来の県道石巻鮎川線（石巻市～石巻市鮎川浜）が一旦路線廃止され、改めて路線認定及び従来と同一区間で道路区域の決定がなされた。[1]
  - 7月9日 - 小網倉浜～清水田浜の区間で、「小網倉浜復興道路」として防災集団移転団地へのアクセス路を兼ねたバイパスが開通。[13][14]
- 2021年（令和3年）
  - 4月13日 - 十八成浜復興道路の一部区間 (670 m) が開通[15]。
  - 10月12日 - 本路線の終点にあたる鮎川地区で、約5m嵩上げを行った上で復旧。[16]
- 2022年（令和4年）
  - 3月3日 - 十八成浜復興道路の未整備区間が開通[17]。
  - 12月22日 - 給分浜復興道路事業 (2.0 km) が開通[18][19]。
- 2023年（令和5年）3月17日 - 風越Ⅱ期道路改良工事（祝田地区～風越峠トンネルの1200m）が完成し全線供用開始。[20][21]

## 路線状況
単独区間はほぼ全区間においてワインディングロードが続く線形で、牡鹿半島に入って最初の峠となる風越峠と、半島の中程にある小積峠はトンネルで抜ける。
国道398号から分岐して間もなく、万石橋で万石浦の湾口を跨ぎ牡鹿半島へ入る。牡鹿半島では終点の鮎川まで他のリアス式海岸の幹線道路と同様に、低地の漁村と小高い山を交互に越えるルートをとる。沿線の各漁港は東日本大震災の津波で本路線ともどもいずれも壊滅的な被害を受け、各所で本道路の付け替えや防潮堤の整備、漁村集落の高台移転を含む復興事業が施工された。

### トンネル
- 風越トンネル（風越峠、石巻市）：延長634m、高さ4.7m、1998年（平成10年）竣工[5]。
- 新小積トンネル（小積峠、石巻市）：延長470m、高さ4.7m、1988年（昭和63年）竣工[5]。

## 地理

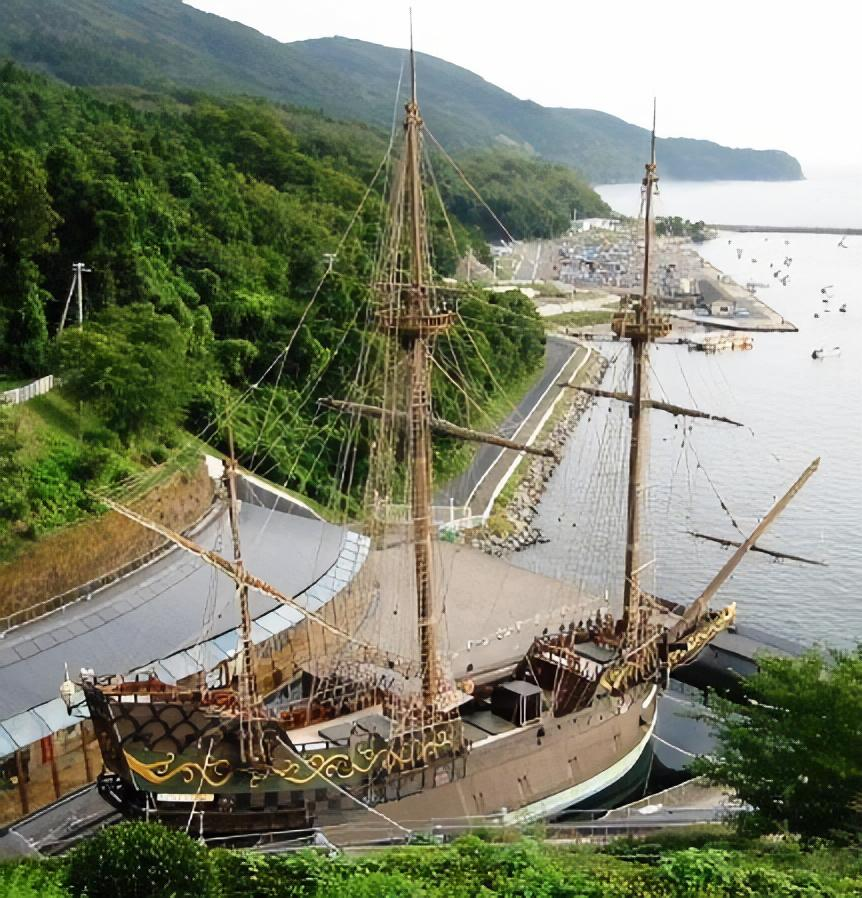
サン・ファン・バウティスタ号　　　　　　　　　　　　　　　　　　　　　　　　　　　　（サン・ファン館）

### 通過する自治体
- 石巻市

### 交差する道路
国道398号重複区間
- 宮城県道6号石巻停車場線（石巻市穀町）

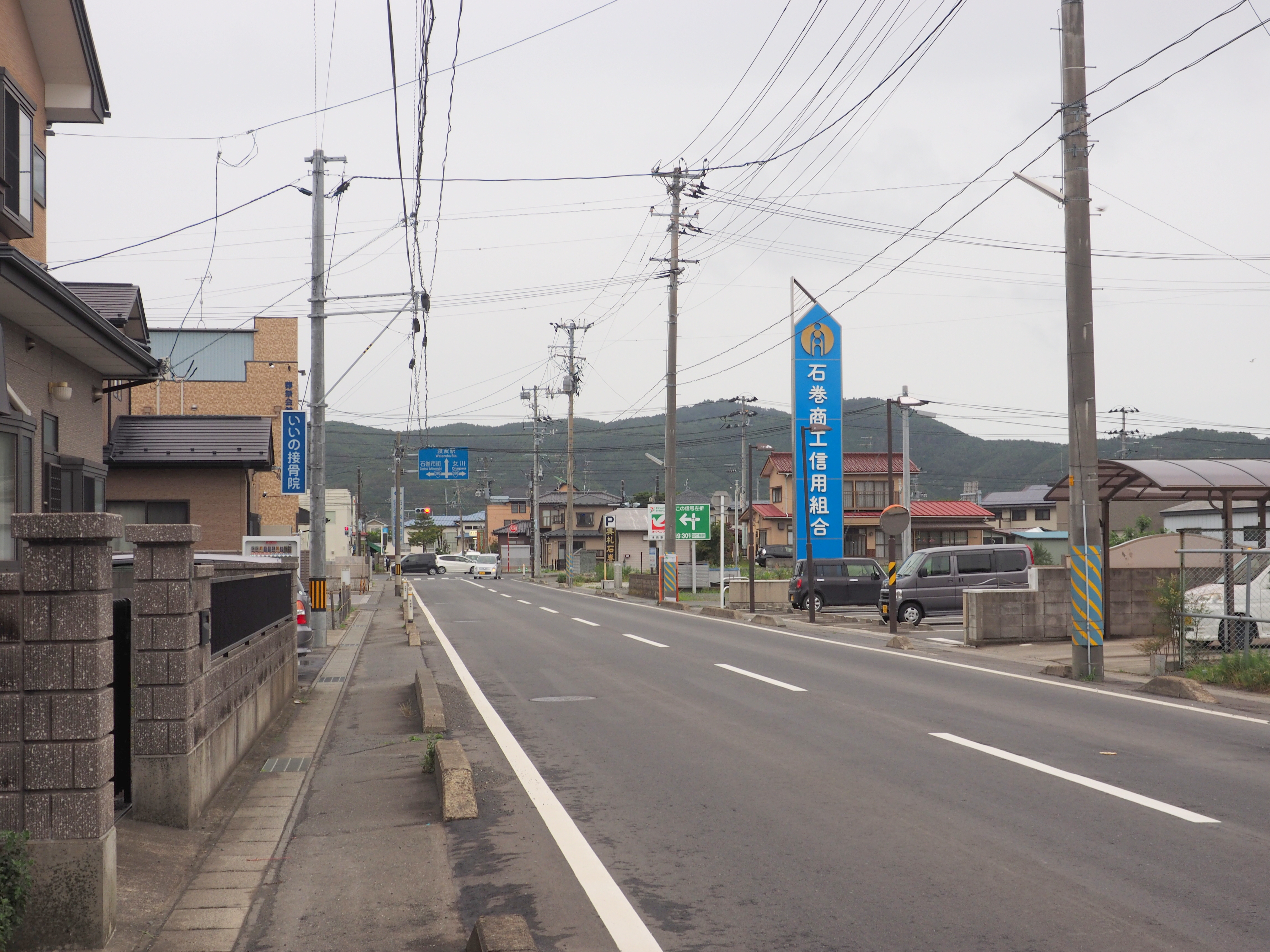
渡波町。前方の交差点が起点（2015年）

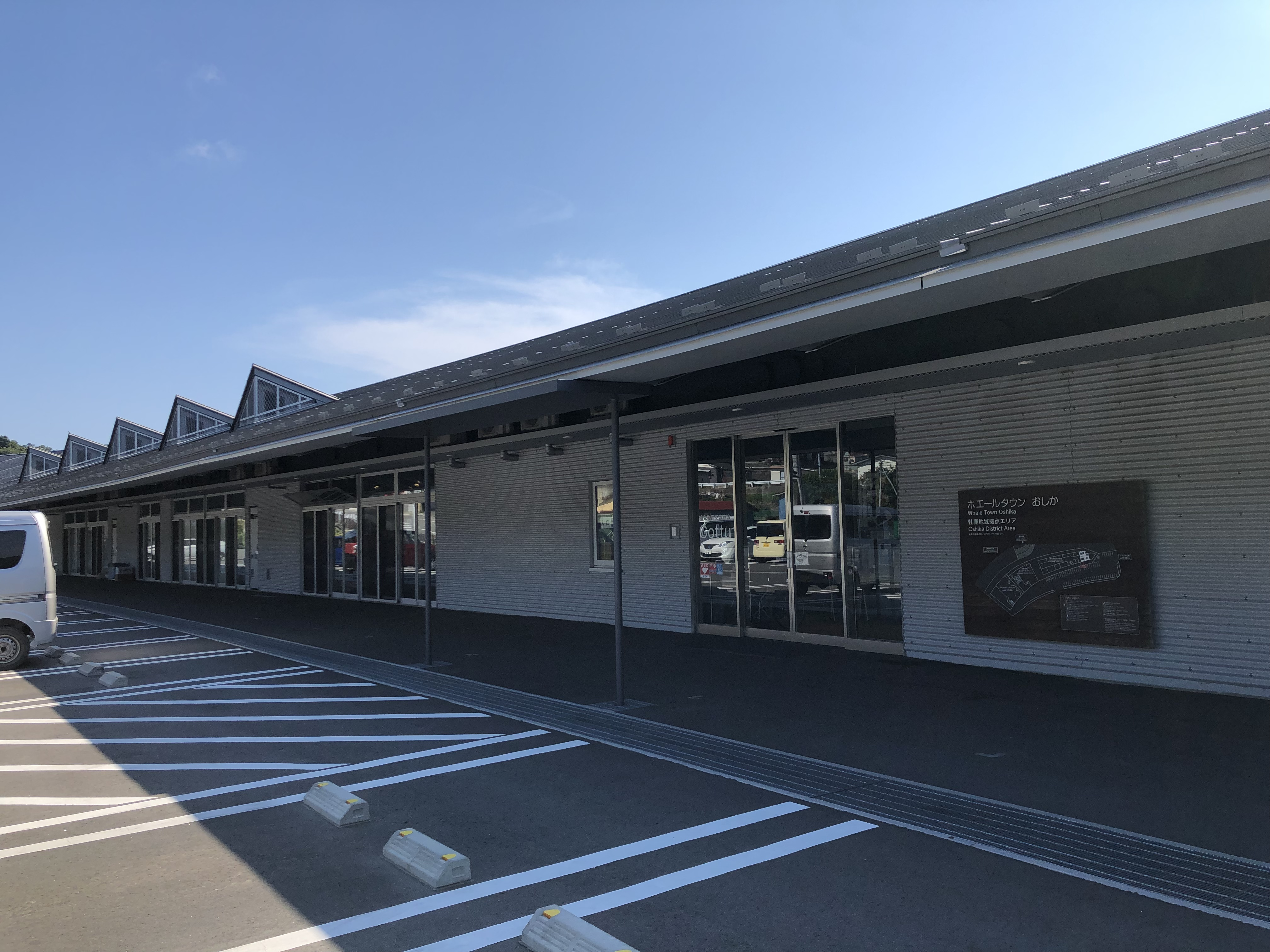
鮎川ホエールタウン

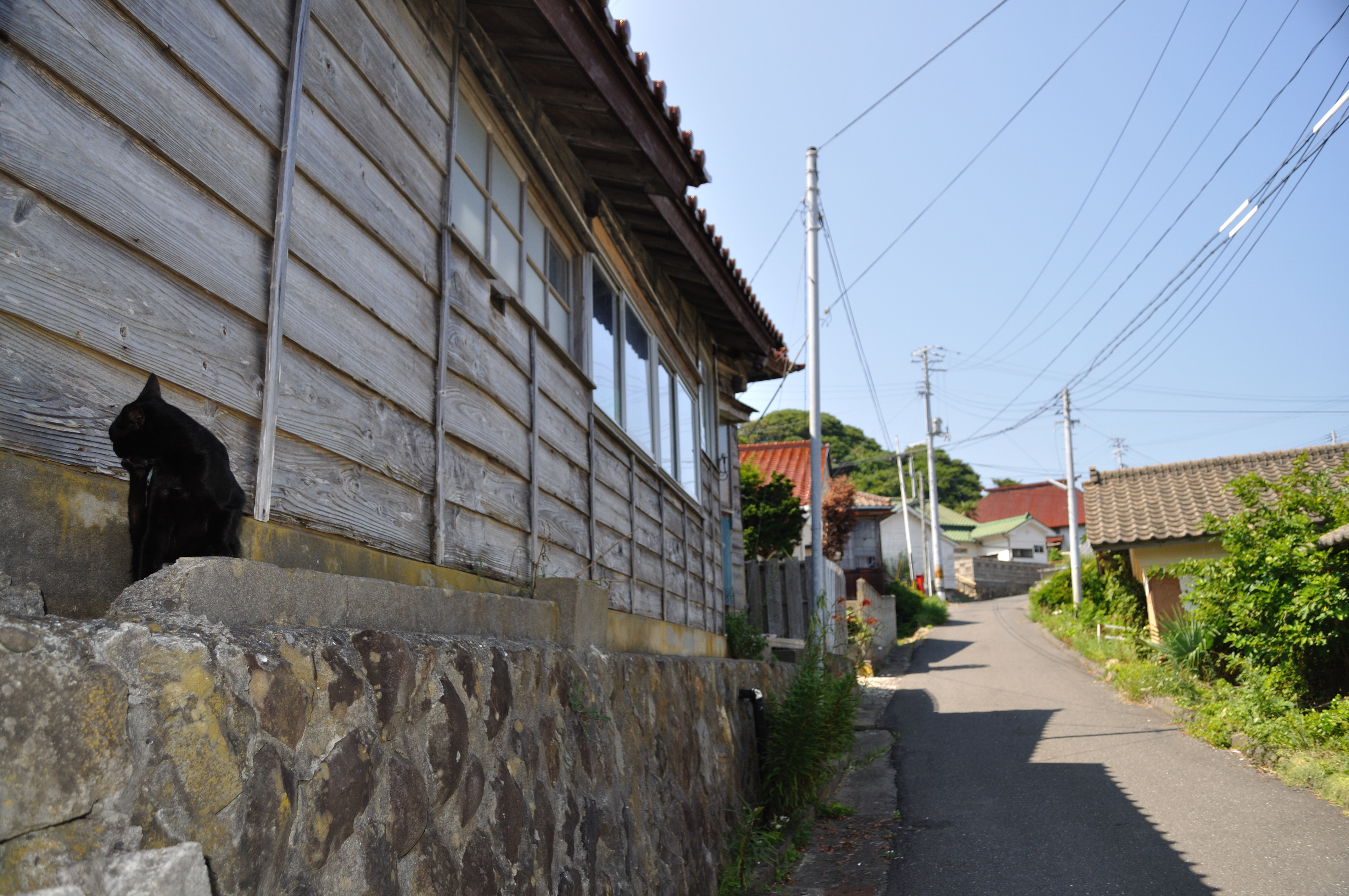
田代島（終点の鮎川港より船便にて渡る）

- 宮城県道33号石巻河北線・宮城県道7号石巻港線（石巻市中央）
- 宮城県道192号石巻雄勝線（石巻市八幡町）
- 宮城県道240号石巻女川線（石巻市鹿妻南）

単独区間
- 国道398号・宮城県道193号渡波停車場線（石巻市渡波町1丁目）
- 宮城県道41号女川牡鹿線（石巻市大原浜）
- 宮城県道220号牡鹿半島公園線（石巻市鮎川浜）

### 沿線
- 万石浦
- 渡波漁港
- 牡鹿半島
- 硯上山万石浦県立自然公園
- 月浦（支倉常長出港の地）
- 荻浜港（石巻市荻浜）
- 石巻市立鮎川小学校（石巻市鮎川浜清崎山）
- 石巻市立牡鹿中学校（石巻市立鮎川浜鬼形山）
- 鮎川港
- ホエールタウンおしか
- 給分浜十一面観音[22]
- 金華山
- 田代島・網地島
- 十八成浜ビーチパーク
- サン･ファン･バウティスタ号

### 交通量[23]
いずれも令和３年度調査・12時間交通量
- 石巻市渡波梨木畑 - 3,725台
- 石巻市大原浜町 - 2,885台